# Sonia Hansen
Sonia Hansen, né le 24 novembre 1901 à Frederiksberg et morte le 23 octobre 1993 à Fontainebleau, est une peintre franco-danoise.

## Biographie
Sonja Aimée Hansen est la fille de Jens Jorgen Hansen, négociant, et Alphonsine Gaume.
À Paris, elle étudie la peinture avec Consuelo Fould.
Elle épouse Jean Daujat en 1930.
Elle est morte en 1993, à l'âge de 91 ans.